# Poecilodryas placens
Poecilodryas placens е вид птица от семейство Petroicidae. Видът е почти застрашен от изчезване.

## Разпространение
Видът е разпространен в Индонезия и Папуа Нова Гвинея.